# The Kelmscott Press

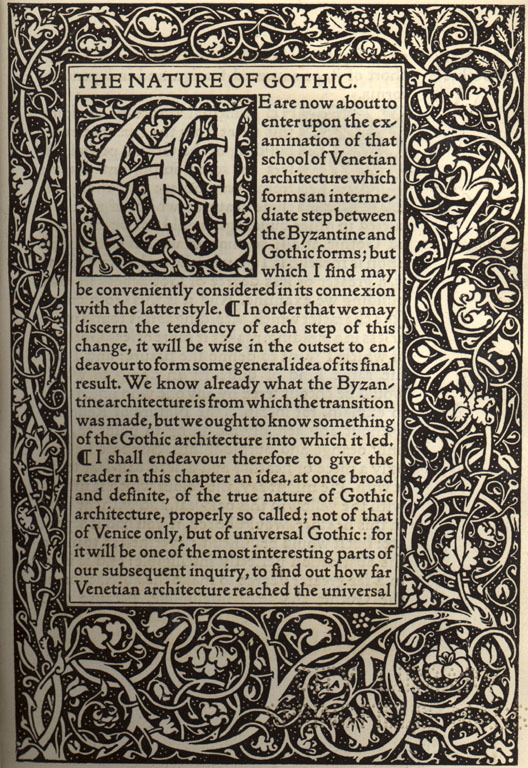
Eerste pagina van The Nature of Gothic door John Ruskin, uitgevoerd door The Kelmscott Press.

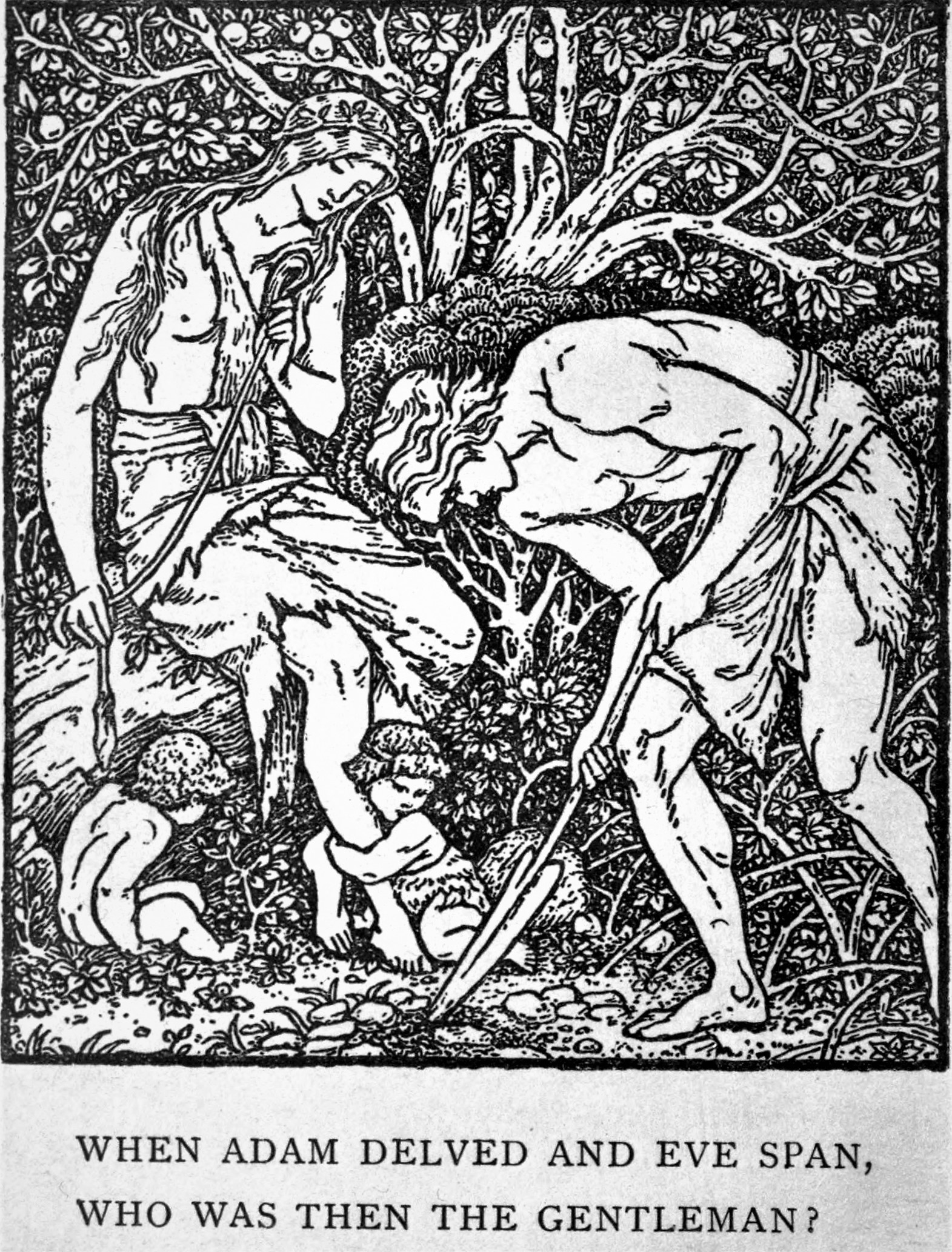
A Dream of John Ball, tekening door Edward Burne-Jones. Druk: The Kelmscott Press

The Kelmscott Press was een Engelse drukkerij en uitgeverij, opgericht door William Morris, bekend van de Arts-and-craftsbeweging. In 1891 begon Morris met een van zijn laatste projecten; het drukken van boeken met een hoge kwaliteit. Hij had zich al lang geërgerd aan de slechte kwaliteit van het drukwerk in zijn leven. Hij streefde naar een drukkerij die de pracht van de middeleeuwse drukkers, zoals onder andere William Caxton, zou benaderen.
Het eerste boek dat The Kelmscott Press zou uitgeven was de vertaling van Caxtons The Golden Legend of Voragine. In zijn huis in Hammersmith had Morris een handpers opgesteld en hij maakte uitsluitend gebruik van handgeschept papier. Maar met het papier lukte het niet zo best en hij besloot toen het boekje The Story of the Glittering Plain als eerste uitgave te gaan drukken.
Alle boeken van deze nieuwe drukkerij hadden een gelimiteerde oplaag en waren uiteraard bestemd voor de beter gesitueerden. De oplaag van het tweede boek Poems by the Way was 300 exemplaren. Zijn boeken met randen en initialen van hemzelf en illustraties door Edward Burne-Jones, Walter Crane en Charles March Gere werden al spoedig bekend.
In het zevenjarig bestaan van de the Kelmscott Press kwamen 53 uitgaven tot stand. De Koninklijke Bibliotheek verkreeg in 1954 een handgemaakte kast met daarin alle 53 uitgaven van de Kelmscott Press; deze werd in permanente bruikleen gegeven aan het Huis van het boek.

## Een selectie van de uitgegeven boeken
- William Morris, The Story of the Glittering Plain (1891)
- William Morris, The Defence of Guenevere and other Poems (1892)
- William Morris, A Dream of John Ball and A King's Lesson (1892)
- Raoul Lafevre, The Recuyell of the Historyes of Troye (1892)
- William Shakespeare, The Poems (1893)
- William Morris, News from Nowhere (1893)
- William Caxton (vertaling), The Order of Chivalry (1893)
- Sir Thomas More, Utopia (1893)
- Dante Gabriel Rossetti, Sonnets and Lyrical Poems (1893)
- Dante Gabriel Rossetti, Hand and Soul (1894)
- Wilhelm Meinhold, Sidonia the Sorceress (1894).
- William Morris, The Story of the Glittering Plain (1894)
- Algernon Charles Swinburne, Atalanta in Calydon (1894)
- Sir Percyvelle of Gales (1895)
- William Morris, The Life and Death of Jason (1895)
- Geoffrey Chaucer, The Works or the Kelmscott Chaucer (1896)
- William Morris, The Earthly Paradise (1896)
- Sir Ysumbrace: (1897)
- William Morris, The Story of Sigurd the Volsung (1898)
- An American Memorial to Keats (1894)